# Prisoje (kanton środkowobośniacki)
Prisoje – wieś w Bośni i Hercegowinie, w Federacji Bośni i Hercegowiny, w kantonie środkowobośniackim, w gminie Jajce. W 2013 roku liczyła 39 mieszkańców, z czego większość stanowili Serbowie.